# Bico (Paredes de Coura)
Bico é uma povoação portuguesa do Município de Paredes de Coura, inserida na área de Paisagem Protegida do Corno do Bico que lhe recebe o nome, que foi sede da extinta Freguesia de Bico, freguesia que tinha 9,56 km² de área e 466 habitantes (2011), e, por isso, uma densidade populacional de 48,7 h/km².
A Freguesia de Bico foi extinta (agregada) pela reorganização administrativa de 2012/2013, sendo o seu território integrado na União das Freguesias de Bico e Cristelo.

## População
| População da freguesia de Bico | População da freguesia de Bico | População da freguesia de Bico | População da freguesia de Bico | População da freguesia de Bico | População da freguesia de Bico | População da freguesia de Bico | População da freguesia de Bico | População da freguesia de Bico | População da freguesia de Bico | População da freguesia de Bico | População da freguesia de Bico | População da freguesia de Bico | População da freguesia de Bico | População da freguesia de Bico |
| ------------------------------ | ------------------------------ | ------------------------------ | ------------------------------ | ------------------------------ | ------------------------------ | ------------------------------ | ------------------------------ | ------------------------------ | ------------------------------ | ------------------------------ | ------------------------------ | ------------------------------ | ------------------------------ | ------------------------------ |
| 1864                           | 1878                           | 1890                           | 1900                           | 1911                           | 1920                           | 1930                           | 1940                           | 1950                           | 1960                           | 1970                           | 1981                           | 1991                           | 2001                           | 2011                           |
| 812                            | 833                            | 789                            | 855                            | 875                            | 928                            | 1 000                          | 998                            | 1 012                          | 967                            | 800                            | 671                            | 549                            | 475                            | 466                            |

| Distribuição da População por Grupos Etários | Distribuição da População por Grupos Etários | Distribuição da População por Grupos Etários | Distribuição da População por Grupos Etários | Distribuição da População por Grupos Etários | Distribuição da População por Grupos Etários | Distribuição da População por Grupos Etários | Distribuição da População por Grupos Etários | Distribuição da População por Grupos Etários | Distribuição da População por Grupos Etários |
| -------------------------------------------- | -------------------------------------------- | -------------------------------------------- | -------------------------------------------- | -------------------------------------------- | -------------------------------------------- | -------------------------------------------- | -------------------------------------------- | -------------------------------------------- | -------------------------------------------- |
| Ano                                          | 0-14 Anos                                    | 15-24 Anos                                   | 25-64 Anos                                   | > 65 Anos                                    |                                              | 0-14 Anos                                    | 15-24 Anos                                   | 25-64 Anos                                   | > 65 Anos                                    |
| 2001                                         | 51                                           | 72                                           | 209                                          | 143                                          |                                              | 10,7%                                        | 15,2%                                        | 44,0%                                        | 30,1%                                        |
| 2011                                         | 48                                           | 35                                           | 223                                          | 160                                          |                                              | 10,3%                                        | 7,5%                                         | 47,9%                                        | 34,3%                                        |

## Descrição da antiga freguesia
Possuía diversos lugares ou pequenos conjuntos habitacionais, nomeadamente: Túmio, Lúzio, Lameira, Monte da Lomba, Tozal, Igreja, Esteve, Requeijada, Portela, Cascalha, Baltar, Casainhos, Vencemal, Seara, Gaviães, Vilares, Barreto. Usualmente denominava-se/dividia-se a freguesia em duas partes, a "Meia de Cima" e a "Meia de Baixo".
Era atravessada pela EN 303 desde o início da freguesia junto à "Ponte dos Cavaleiros" até ao fim na "Curva do Portateia", perpendicularmente existem duas estradas municipais que ligam Tojais - Padornelo e Parada até ao "Cemitério" e outra que liga desde o "Posto do Leite" e a "Loja da Belinha" no Lugar da Igreja até Castanheira e Cristelo, mais especificamente Chavião e o Espadanal.

## Património
A Igreja Paroquial de Bico situa-se no Lugar com o mesmo nome. Existe também a Capela de Santa Luzia em Vencemal, a Capela de São Bento em Vilares e a Capela de Nossa Senhora da Lapa no Lúzio.
O património edificado resume-se às igrejas, algumas alminhas e cruzeiros, no entanto, o maior património é sem sombra de dúvida a Paisagem Protegida do Corno de Bico.
A fauna e a flora são ricas e representam um ecossistema quase em estado virgem, sendo que existe um esquema de protecção e preservação do mesmo. A freguesia de Bico é possuidor de 80 % da àrea integrante da Paisagem Protegida.

## Brasão
Descrição: escudo peninsular de negro, roca e fuso de ouro com espiga e maçaroca de milho de prata ligadas por correia de vermelho, entre dois ramos de espiga de trigo e duas de milho, de ouro, folhadas e sustidas de verde, atadas de vermelho. Coroa mural de prata com três torres visíveis. Listel branco com a legenda a negro, em maiúsculas: BICO – PAREDES DE COURA. Parecer emitido a 12 de Julho de 1999. Publicado no Diário da República, III Série de 19 de Agosto de 1999.